# タマウリパス州

タマウリパス自由独立州
Estado Libre y Soberano de Tamaulipas

タマウリパス州 (タマウリパスしゅう、Tamaulipas) は、メキシコ北東部、メキシコ湾西岸の中央部に位置する州である。正式名称はタマウリパス自由独立州 (Estado Libre y Soberano de Tamaulipas) という。州都はシウダービクトリア。人口は3,270,268人（2010年国勢調査）である。

## 地勢
西でヌエボ・レオン州と、南西でサン・ルイス・ポトシ州と、南東でベラクルス州と接しており、また北ではリオ・グランデ川を挟んでアメリカ合衆国テキサス州と国境を接している。テキサス州とはリオ・グランデ川をはさんで、マタモロスとブラウンズビル、レイノサとマッカレン、ヌエボ・ラレドとラレドのような国をまたいだ双子都市が多く形成されている。

## 歴史
古くは、ディアブロ渓谷で古期の人々が生活を営んだ岩陰遺跡が点在し、炭化したトウモロコシがリチャード・マクニーシュ (R. MacNeish) によって発見されている。古典期には、アメリカ南東部のミシシッピ文化とも深い関係のあったマヤ語系のワステカ文化が栄えた。19世紀には一時期、リオグランデ共和国の一部であった。

## 動植物
| タマウリパス州の動植物 |                  |                  |            |                  |
|                        |                  |                  |            |                  |
| ジャガー               | ピューマ         | アメリカアカリス | アカギツネ | イヌワシ         |
|                        |                  |                  |            |                  |
| タイマイ               | カイマン         | ペッカリー       | オジロジカ | キタオポッサム   |
|                        |                  |                  |            |                  |
| ギンヨウカエデ         | オオガタホウケン | キンシャチ       | キシカク   | ポンデローサマツ |

## 主な都市
- レイノサ
- マタモロス
- ヌエボ・ラレド
- シウダービクトリア
- タンピコ
- スィウダード・ミエル
- リオ・リコ

## 治安
2000年代以降、メキシコ麻薬戦争が激化し、州内の治安が極端に悪化している。州内では、麻薬組織であるガルフ・カルテルとロス・セタスによる抗争事件も頻発、多数の死者が出ているほか行方不明者数も5,000人に達し、国内のどの州より多い状況となっている。州内を通過する高速道路101号線では、ギャングが横行し殺人事件や誘拐事件が後を絶たないため、沿道のレストランやオフィスが閉鎖されて閑散としている。